# 蝴蝶树
蝴蝶树（学名：Heritiera parvifolia）为梧桐科银叶树属下的一个种。